# IC 2777
IC 2777 је галаксија у сазвјежђу Лав која се налази на листи објеката дубоког неба у Индекс каталогу.
Деклинација објекта је + 12° 1' 32" а ректасцензија 11h 22m 40,6s. Привидна величина (магнитуда) објекта IC 2777 износи 14,4 а фотографска магнитуда 15,4. IC 2777 је још познат и под ознакама CGCG 67-66, PGC 34923.